# Рахманов, Вагиф Мамедович
Вагиф Мамедович Рахманов (род. 14 января 1951, Лерик, Азербайджан) — профессор, психотерапевт, автор метода лечения аутизма. Академик Академии наук Украины.

## Трудовая деятельность
С 1979 года работал в Днепропетровской психоневрологической больнице на должности доктора-психиатра и психотерапевта. Имеет специализацию: психотерапия, детская и взрослая психиатрия, иглорефлексотерапия, физиотерапия, сурдология. аудиология.
В начале своей карьеры работал в больнице в отделении неврозов. Лечил больных с невротическими и соматоформными расстройствами (нарушение слуха, аутизм, расстройства аутического спектра, дцп, анорексия, булимия и другие).
С 1983 года начинает ряд исследований больных с нейросенсорными дефектами слуха. По завершению исследования, данный метод был одобрен АПН СССР и рекомендован.
Под его руководством с 1978 года организован единственный в бывшем СССР центр по разработке новых немедикаментозных методов реабилитации больных с тяжелой органической патологией центральной нервной системы.
В 2013 году организовал Институт детской и семейной психиатрии, психотерапии, психологии, медицинской и психосоциальной реабилитации. Сюда приезжает лечиться 20 тысяч людей в год со всего мира.

##### Награды и премии
- Академик Академии наук Украины.
- Академик Европейской Академии Естественных Наук.
- Профессор, доктор медицинских наук.
- Профессор Международной Кадровой Академии.
- Член Европейской ассоциации психотерапевтов.
- Заслуженный врач Украины.
- Заслуженный рационализатор Украины.
- Научный консультант отдела реабилитации слуха института отоларингологии Украины.
- Директор филиала психоаналитиков Украины.
- Руководитель Украинского центра психотерапевтической реабилитации.
- Директор НИИ детской и семейной психиатрии, психотерапии, психологии, медицинской и психосоциальной реабилитации.

Удостоен множества международных наград и дипломов.

###### Медицинская деятельность
Лечение и реабилитация аутизма и РАС, задержки психического развития (ЗПР), задержка психо-разговорного развития (ЗМПР), задержка психо-моторного развития ЗПМР), ДЦП, анорексия, булимия, эмоциональные расстройства, энурез, фобии, тики, заикания, неврозы, нарушение слуха (тугоухость, глухота).
Метод лечения:
Безмедикаментозный комбинированный физио- и психотерапевтический метод лечения и реабилитации органических и функциональных поражений и расстройств центральной нервной системы (ЦНС) у детей и взрослых. Дозированная исключение (депривация) зрительной (сенсорной) активности (ДИЗА/ДДСА), стимуляция активных зон головы и мозга, иглорефлексотерапия, арт-терапия, иппотерапия, психотерапия: гипнопсихотерапия (индивидуально), семейная психотерапия, аутотренинг. Метод объединяет авторские методы и изобретения профессора Рахманова в единый протокол, направленный на активацию скрытых резервов организма человека и восстановление общих психических функций, иммунной системы, психо-моторики, внимания, разборчивости, речевых функций и развитие речи, раскрытие возможностей слухового анализатора, улучшение остроты слуха. социальной адаптации и многих других показателей.

## Публикации
Монографии:
- Психотерапия в сурдологии. Монография. Киев, Здоровье. 1988 г.
- Центр восстановления здоровья. Первый психотерапевтический сурдологический центр. Монография. Киев, Здоровье. 1988 г.
- Медико-социальные аспекты воспитания и обучения детей с нарушением слуха. Монография. Харьков, Основа. 1990 г.
- Я снова слышу. Из опыта работы республиканского научно-практического психотерапевтического сурдоневрологического Центра МЗ УССР по организации медико-социальной реабилитации …,1990 г.>
- Психотерапия в дефектологии. Б. М. Айзенберг, Л. З. Арутюнян, М. А. Барышникова и другие. сост. М. П. Вайзман. Монография. Москва, Просвещение. 1992 г.
- Дети и слух. Медико-социальные аспекты воспитания и обучения. Монография. Москва, Загрей. 1997 г.
- Помогите, доктор! г. Днепропетровск, РИА «Днепр-VAL», 2011 г.
- Семейный невроз. Психосоматические и вегетативные расстройства у детей и взрослых. г. Днепропетровск, РИА «Днепр-VAL», 2013 г.
- Мудрые слова. г. Днепропетровск, РИА «Днепр-VAL», 2015 г.
- Müdrik sözlər. Азербайджан, г. Баку, 2016 г.
- Оптимизм — пессимизм. Парадоксы — излишества современной цивилизации. г. Днепр, РИА «Днепр-VAL», 2018 г.
- Optimizm-Pessimizm. Азербайджан, г. Баку, 2018 г.
- Аутизм. Аутического круга (спектра) расстройства. Методы оказания помощи. За и против. г. Днепр, РИА «Днепр-VAL», 2019 г.
- Autizm. Азербайджан, г. Баку, 2020 г.